# Grand Prix Monaka historických vozů
Grand Prix Monaka historických vozů (v angličtině Monaco Historic Grand Prix nebo Historic Grand Prix of Monaco v závislosti na zdroji) je série automobilových závodů se zaměřením na historický motorsport. Akce se obvykle koná dva týdny před každoroční Grand Prix Monaka Formule 1.
První Grand Prix Monaka historických vozů se konala v roce 1997, druhá v roce 2000 a od té doby se koná každé dva roky. Organizátoři se střídají ve využití okruhu v Monaku s ePrix Monaka seriálu Formule E: Grand Prix historických vozů se jezdí v sudých letech a ePrix Formule E v lichých letech.

## Ročníky
| Ročník | Datum | Závody |
| ------ | ----- | --- |
| 7.     | 2010  | - Závod A - Voiturettes a vozy Grand Prix do roku 1947 - Závod B - Vozy Grand Prix s pohonem předních kol (1947–1960) - Závod C - Sportovní vozy do roku 1953 - Závod D - Formule 3, 1000 cc (1964–1970) - Závod E - Vozy Grand Prix s pohonem zadních kol (1954–1965) - Závod F - Formule 1 (1966–1974) - Závod G - Formule 1 (1975–1978) - Závod H - Formule 3, 1600 cc a 2000 cc (1971–1984) |
| 8.     | 2012  | |
| 9.     | 2014  | - A : Předválečné "Voiturettes" a vozy Grand Prix (do roku 1939) - B : Vozy F1 a F2 Grand Prix (do roku 1961) - C : Sportovní vozy (1952–1955) - D : Vozy F1 Grand Prix (1961–1965) - E : Vozy F1 Grand Prix (1966–1972) - F : Vozy F1 Grand Prix (1973–1978) - G : Vozy Formule 3, 2000 ccm (1974–1978)                                                                                        |
| 10.    | 2016  | |
| 11.    | 2018  | - Závod A: Předválečné "Voiturettes" a vozy Grand Prix (do roku 1939) - Závod B: Vozy F1 a F2 Grand Prix (vyrobené do roku 1961) - Závod C: Sportovní vozy (1952–1957) - Závod D: Vozy F1 Grand Prix - 1500cc (1961–1965) - Závod E: Vozy F1 Grand Prix (1966–1972) - Závod F: Vozy F1 Grand Prix (1973–1976) - Závod G: Vozy F1 Grand Prix (1977–1980)                                         |
| 12.    | 2020  | |
| 13.    | 2022  | |